# Kosobody
Kosobody (německy Cossawoda) jsou malá vesnice, část města Jesenice v okrese Rakovník ve Středočeském kraji. V roce 2011 zde trvale žilo patnáct obyvatel.

## Historie
První písemná zmínka o vesnici pochází z roku 1399.

## Obyvatelstvo
Při sčítání lidu v roce 1921 zde žilo 131 obyvatel (z toho 63 mužů), z nichž byli tři Čechoslováci, 127 Němců a jeden cizinec. Všichni se hlásili k římskokatolické církvi. Podle sčítání lidu z roku 1930 měla vesnice 122 obyvatel: sedm Čechoslováků, 114 Němců a jednoho cizince. I tentokrát všichni byli římskými katolíky.
| Rok            | 1869 | 1880 | 1890 | 1900 | 1910 | 1921 | 1930 | 1950 | 1961 | 1970 | 1980 | 1991 | 2001 | 2011 | 2021 |
| -------------- | ---- | ---- | ---- | ---- | ---- | ---- | ---- | ---- | ---- | ---- | ---- | ---- | ---- | ---- | ---- |
| Počet obyvatel | 154  | 169  | 164  | 150  | 149  | 131  | 122  | 79   | 70   | 51   | 38   | 23   | 16   | 15   | 22   |
| Počet domů     | 25   | 28   | 29   | 29   | 29   | 27   | 30   | 30   | 30   | 18   | 15   | 15   | 15   | 16   | 16   |

## Obecní správa
Při sčítání lidu v letech 1850–1954 Kosobody byly samostatnou obcí v okrese Podbořany. Od roku 1954 jsou částí města Jesenice, se kterým patřily nejprve do okresu Podbořany, ale od roku 1960 v okrese Rakovník.

## Pamětihodnosti
- Kaplička
- Přírodní památka Malý Uran